# مدیریت سبد پروژه
مدیریت سبد پروژه (به انگلیسی: Project portfolio management) مدیریت متمرکز فرایندها، روش‌ها و فناوری‌های مورد استفاده مدیران پروژه و دفاتر مدیریت پروژه (PMOs) برای تجزیه و تحلیل و جمع‌آوری پروژه‌های فعلی یا پیشنهادی بر اساس ویژگی‌های کلیدی متعدد است. اهداف مدیریت سبد پروژه عبارتند از تعیین ترکیب بهینه منابع برای تحویل و برنامه‌ریزی فعالیت‌ها برای به حداقل رساندن اهداف عملیاتی و مالی سازمان، در حالی که از محدودیت‌های مشتریان، اهداف استراتژیک یا عوامل خارجی واقعی برخوردار است. استاندارد بین‌المللی چارچوب مدیریت پروژه نمونه کارها را تعریف می‌کند.
به زبان ساده‌تر، مجموعه‌ای از پروژه‌ها و طرح‌ها که برای مدیریت موثرتر آنها در جهت رسیدن به اهداف استراتژیک سازمان گرد هم آورده می‌شوند، یک پورتفولیو را تشکیل می‌دهند.
وظیفه مدیر پورتفولیو این است که مجموعه‌ي طرح‌ها و پروژه‌هایی که تحت عنوان یک پورتفولیو به وی سپرده شده است را به گونه‌ای مدیریت کند که منجر به دستیابی به اهداف استراتژیک سازمان شوند.

## تفاوت پورتفولیو و طرح (برنامه)
در یک طرح لازم است تمام پروژه‌های درون آن با یکدیگر برای رسیدن به هدف خاصی در ارتباط باشند؛ اما در پورتفولیو چنین شرطی لازم نیست. نقطه مشترک پروژه‌ها در یک طرح هدف نهایی طرح است اما در پورتفولیو نقطه مشترک پروژه‌ها منابع لازم برای اجرایشان است.  

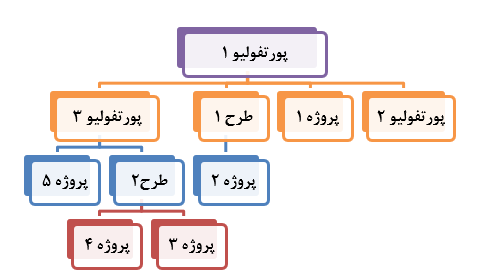
پورتفولیو-طرح-پروژه

## خط مدیریت
خط مدیریتی تعیین چگونگی عملی کردن مجموعه‌ای از پروژه‌ها با منابع محدود توسعه است. برای خط مدیریتی اساسی است که توان تنظیم روند تصمیم‌گیری برای برآورد (مدیریت پروژه) و انتخاب پروژه‌های سرمایه‌گذاری جدید بر پایه برنامه راهبردی است.

## بهینه‌سازیِ سبد خرید

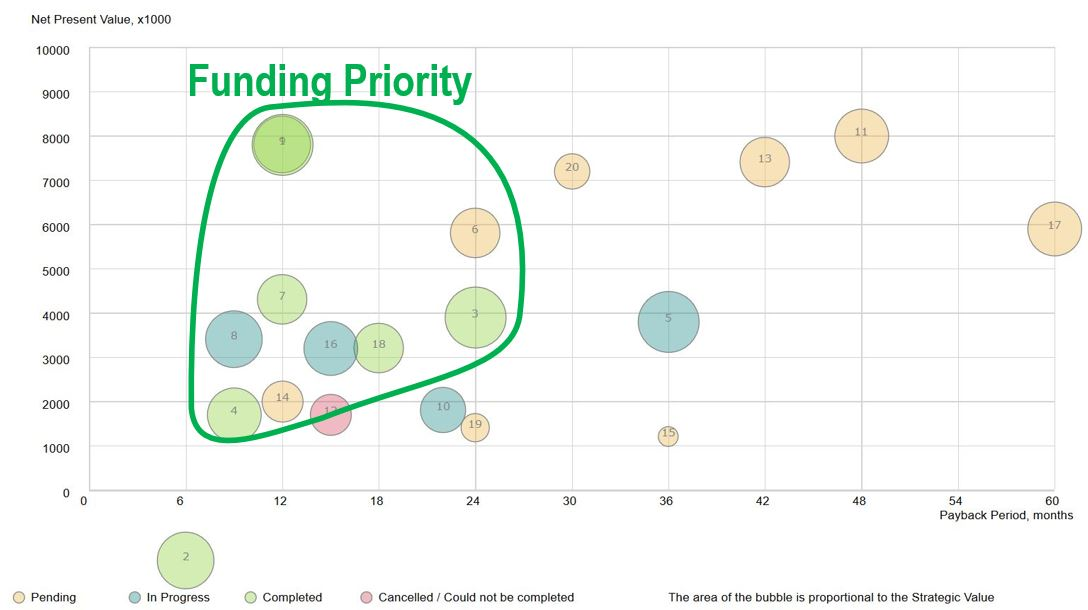
نمونه‌ای از تعریف بودجه بوسیله جدول:ارزش خالص کنونی در برابرِ زمانِ بازپرداخت و ارزش راهبردی در شبیه‌سازیِ مدیریت سبد پروژه(قطار شبیه‌سازی)

نتیجه کلیدی مدیریت سبد پروژه، تصمیم‌گیریِ بهینه در مدیریت پروژه است.